# Джеймс Баррі Герцог

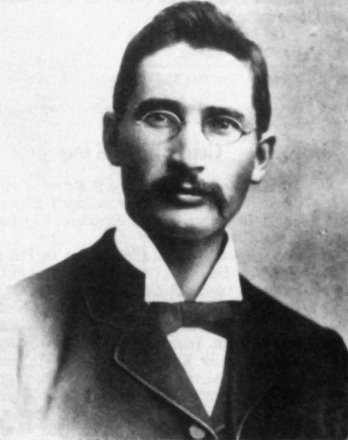
Джеймс Баррі Муннік Герцог

Джеймс Баррі Муннік Герцог (* 3 квітня 1866, поблизу Веллінгтона, Капська колонія — † 21 листопада 1942, Преторія, Південно-Африканський Союз) — генерал на стороні бурів під час Другої англо-бурської війни і прем'єр-міністр Південно-Африканського Союзу у 1924-1939 рр. Протягом всього життя підтримував розвиток африканерської культури, рішуче захищав африканерів від британського впливу.
Названий на честь доктора Джеймса Баррі (Маргарет-Енн Балклі), британського хірурга, що провів першу успішну операцію кесаревого розтину в Африці.
2007 року на його честь назвали будівлю в Перлі.

## Військова кар'єра
Герцог спершу вивчав юриспруденцію у Вікторіанському коледжі у Стелленбоші, Капська колонія. У 1889 році він відправився в Нідерланди, щоб вивчати юриспруденцію в Амстердамському Університеті, де й підготував дисертацію, за яку він одержав докторський ступінь 12 листопада 1892 р.
Він мав юридичну практику в Преторії з 1892 по1895 р., коли був призначений у Верховний суд Оранжевої вільної держави. Під час англо-бурської війни 1899—1902 років він дослужився до звання генерала, ставши помічником головнокомандувача збройних сил Оранжевої вільна держави. Незважаючи на деякі військові невдачі, він здобув популярність як сміливий і винахідливий лідер партизанських загонів, що продовжували боротися британців. Врешті-решт, переконавшись у марності подальшого кровопролиття, він підписав у травні 1902 р. мирний договір у Ферініхінзі.

## Політична кар'єра
Після підписання мирного договору Герцог поринув у політику, як головний організатор Orangia Unie Party. У 1907 році колонія річки Оранжева отримала право на самоврядування, і Герцог пішов у владу як генеральний прокурор та голова департаменту з питань освіти. Його наполягання, що слід вчити нідерландську мову на рівні з англійською у школах зустріли запеклий опір. Він був призначений міністром юстиції в новоутвореній державі, у Південно-Африканському Союзі, що був створений 31 травня 1910 р. Він продовжував перебувати на цій посаді до 1912 року. Його різка опозиція до метрополії і прем'єр-міністра Боти призвела до урядової кризи. У 1913 році він очолив секцію Старих Бур і антибританську фракцію, що відкололася від Південно-Африканської партії.
До початку повстання Марітца в 1914 році, він тримався осторонь, не протистоявши будь-якій із сторін. У перші роки після війни, він очолював опозицію до уряду Генерала Яна Смутса.
На загальних виборах 1924 року, його Національна партія перемогла Південно-Африканську партія Яна Смутса, і він став на чолі уряду. У 1934 році Національна партія і Південно-Африканська партія об'єдналися в Об'єднану партію.
Герцог був республіканцем, який твердо вірив у необхідність незалежності Південно-Африканського Союзу від Британської імперії. Його уряд прийняв Вестмінстерський статут в 1931 році.
4 вересня 1939 р., з'їзд Об'єднаної партії відмовився прийняти пропозицію Герцога про нейтралітет у Другій світовій війні і був скинутий на користь Смутса.
Відмовившись від підтримки вступу у війну, Герцог залишив Об'єднану партію разом з 37 іншими депутатами і сформував разом з Д. Ф. Маланом "Національну об'єднану партію, що була на нейтралістських позиціях. Але згодом багато прихильників від нього відійшли. Існували й такі, що виступали за союз з Гітлером. У 1940 році він вийшов з партії. У політичній ізоляції, Джеймс Баррі Герцог помер 22 листопада 1942 р.

## Пам'ять про Герцога
На честь Герцога встановлено Премію Герцога, що вручається щорічно найкращим африкаансомовним письменникам Південно-Африканською академією наук і мистецтв.
Пам'ятник Герцогу встановлений у парку Уніон-Білдінг, у Преторії. У Блумфонтайні є Площа Герцога, що неподалік від музею Герцога. Також іменем Джеймса Баррі Герцога названо аеропорт «JBM HERTZOG airport».

## Нащадки
У 1969 році, його син Альберт Герцог, міністр пошти, вийшов з Національної партії на знак протесту проти реформізму Джона Форстера. Він заснував Національну партію (відновлену).